# 린둥타이
린둥타이(林東泰, 찰스 퉁 타이린, Tung-Tai Lin, 1950년 4월 25일 ~ )는 현재 국립 타이완 사범대학(NTNU) 매스커뮤니케이션대학원 교수로 재직하고 있으며, 2011년 8월부터 2014년 7월까지 부총장을 역임했다. 그의 관심 분야는 커뮤니케이션 이론, 연구 방법론, 의견 조사, 소셜 마케팅 등이다.

## 교육
- NTNU 저널리즘 그룹 성인 및 평생 교육학과 학사
- 국립 정치 대학 언론학과 석사
- 미국 미시간 주립 대학교 매스커뮤니케이션학과 석사
- 박사 미국 오하이오 주립 대학교 매스커뮤니케이션학과 박사